# Alchemilla ellenbergiana
Alchemilla ellenbergiana es una especie de planta del género Alchemilla, perteneciente a la familia Rosaceae.

## Taxonomía
Alchemilla ellenbergiana fue descrita por Rothm. en 1941.

## Distribución
Se encuentra en el territorio de Turquía.